# Alfredo Gollini
Alfredo Gollini (Modena, 24 dicembre 1881 – 22 aprile 1957) è stato un ginnasta italiano, medaglia d'oro nella gara di concorso a squadre di Ginnastica ai Giochi olimpici di Stoccolma 1912 (squadra composta, oltre da Gollini, da Pietro Bianchi, Guido Boni, Alberto Braglia, Giuseppe Domenichelli, Carlo Fregosi, Francesco Loi, Luigi Maiocco, Giovanni Mangiante, Lorenzo Mangiante, Serafino Mazzarocchi, Guido Romano, Paolo Salvi, Luciano Savorini, Adolfo Tunesi, Giorgio Zampori, Umberto Zanolini, Angelo Zorzi).

## Palmarès
| Anno | Manifestazione  | Sede      | Evento             | Risultato |
| ---- | --------------- | --------- | ------------------ | --------- |
| 1912 | Giochi olimpici | Stoccolma | Concorso a squadre | Oro       |